# 다이너 제인
다이너 제인(Dinah Jane, 1997년 6월 22일 ~ )은 미국의 가수이자, 걸 그룹 피프스 하모니의 구성원이다.

## 음반 목록

### EP
- Dinah Jane 1 (2019)